# Goliarda Sapienza
Goliarda Sapienza (Catània, 10 maig 1924 - Gaeta, 30 agost 1996) va ser una actriu, poetessa i escriptora feminista italiana. És coneguda sobretot per la seva novel·la de 1998, L'arte della gioia, traduïda com l'Art de l'alegria i, en castellà, El arte del placer.

## Biografia

### Antecedents familiars
Nascuda el 10 maig 1924 a Catània (Sicília), era filla de Maria Giudice i Giuseppe «Peppino» Sapienza. La mare, Maria Giudice, mestra d'escola i periodista, originària de la Llombardia, va ser una destacada feminista, membre del Partit Socialista Italià, i col·laboradora d'intel·lectuals d'esquerres, nacionals i internacionals, com ara Angelica Balabanoff, Antonio Gramsci o Umberto Terracini. Va ser empresonada diverses vegades per les seves idees.  De la seva lliure relació amb Carlo Civardi, mort mentre lluitava a la Primera Guerra Mundial, li van quedar set fills. El 1919 ja viuda, es va traslladar a Sicília per motius polítics. A Catània va conèixer l'advocat Giuseppe «Peppino» Sapienza, d'orígens humils, que més tard va ser un dels polítics que van participar en la redacció de la Constitució d'Itàlia.
Giudice i Sapienza van formar una família (tot i que mai es van casar). Goliarda va ser la seva segona filla, i va rebre el nom del fill gran del seu pare, Goliardo, mort ofegat, possiblement assassinat per la mafia o els feixistes, abans que ella naixés. Amb els pares i els nombrosos germanastres va viure a la Via Pistone, de Catània. Maria Giudice, la mare, també va ser gerent del filòsof marxista italià Antonio Gramsci, al diari Grido del Popolo.
Goliarda Sapienza va passar la seva infància en un ambient feminista, antifeixista, anticlerical i inconformista, El seu pare no va voler que fos adoctrinada pels ensenyaments feixistes del règim de Mussolini, va ser retirada de l'escola formal als catorze anys i educada a casa.  Va aprendre interpretació teatral i piano de manera autodidacta i, recreava pel·lícules que havia vist al cinema. El 1941, amb 16 anys, va guanyar una beca per estudiar teatre a l'Acadèmia Nacional d'Art Dramàtic de Roma, on es va traslladar amb la seva mare. El 1943, després de l'Armistici entre Itàlia i les forces aliades, juntament amb el seu pare i la seva mare es va unir als partisans i, amb el nom de Esther Caggegi, va ser sotstinent de la brigada Vespri que va participar en l'alliberament de Sandro Pertini i Giuseppe Saragat de la presó romana de Regina Coeli.

### Postguerra
Acabada la Segona Guerra Mundial, Sapienza va debutar com a actriu de teatre, distingint-se en els papers protagonistes de Pirandello. També va actuar ocasionalment al cinema, animada per Alessandro Blasetti. A causa de la seva personalitat extraordinària i el seu talent, es va convertir en una figura en el cinema neorealista, els cercles del Partit Comunista Italià i en la vida intel·lectual romana. El 1947, va conèixer el director Francesco Maselli, amb qui va establir una relació que duraria gairebé vint anys. La parella va alternar, entre d'altres, amb els autors Alberto Moravia i Elsa Morante, els directors Bernardo Bertolucci i Pier Paolo Pasolini, i el guionista Cesare Zavattini i Luchino Visconti. Goliarda va participar en la indústria cinematogràfica italiana dels anys cinquanta, treballant com a actriu i assistent ocasional de càsting, guions i doblatge, per la qual cosa sovint no rebia cap crèdit.

### Etapa literaria
Sapienza va començar a escriure el 1953, quan va morir la seva mare. A finals d'aquella dècada, va patir greus episodis de depressió, que la van portar el 1962 a un intent de suïcidi per sobredosi de somnífers. Per combatre la seva malaltia, es va sotmetre a una sèrie d'electroxocs que li van fer perdre parcialment la memòria. Va rebre teràpia psicoanalítica amb Ignazio Majore, del qual es va enamorar i ell va respondre interrompent el tractament. El 1964 va fer un segon intent de suïcidi que la va deixar diversos dies en coma. El 1965 Sapienza i Maselli es van separar, fet que va ser criticat per una part de la societat romana. Alliberada dels deures socials que comportava ser la companya de Maselli, va escriure dos llibres de memòries, ambdós amb poc èxit: Lettera aperta (1967), sobre la seva infància, i Il filo di mezzogiorno (1969), sobre la seva experiència en la psicoanàlisi. Aquestes memòries s'han qualificat com a intents de reconstruir els records destruïts per la teràpia electroconvulsiva.
Més tard Sapienza es va dedicar a escriure la que ara està considerada la seva obra mestra, L'arte della gioia ( L'art de l'alegria, o el plaer ), que va trigar nou anys a completar i la va portar a la misèria a mesura que s'anava retirant de la societat. Acabada el 1976, la monumental novel·la va ser rebutjada pels editors per la seva extensió (més de 700 pàgines),també per la descripció de la protagonista, una dona que advoca per la independència cultural, financera i sexual a la Sicília de principis del segle xx, que té relacions amb amb homes i dones, comet incest i assassina una monja. Cap editor es va atrevir a publicar-la i una de les editorials a qui va oferir-la va qualificar-la com «un munt d'iniquitat».
El 1979 es va casar amb l'actor Angelo Pellegrino (1946), vint-i-dos anys més jove, fet que també va provocar un gran escàndol.
El 1980, Sapienza estava tan empobrida que va robar joies a casa d'una amiga i va estar reclosa un curt període de temps a la presó de Rebibbia. Durant el seu empresonament, Sapienza va afirmar haver-se sentit més acceptada per les seves companyes de la presó que pels intel·lectuals italians. Posteriorment, va escriure un relat sobre aquest fet, que es va publicar el 1983 amb el títol L'Università di Rebibbia, i va tenir un discret èxit comercial. El 1987 va publicar Le certezze del dubbio, en què va descriure la transició de la presó a la vida civil d'algunes de les dones que va conèixer a Rebibbia. Ambdues obres es van publicar per mediació del poeta i editor Beppe Costa, que la va defensar durant molt de temps i va intentar organitzar la reimpressió de les seves altres obres.
En els darrers anys de la seva vida, va impartir classes d'interpretació al Centre Experimental de Cinematografia de Roma i va escriure altres obres literàries, algunes de les quals romanen inèdites. Goliarda Sapienza s'interpreta a si mateixa en un documental especial dirigit per Paolo Franchi, que es va projectar en competició a Venècia el 1995.
El 1994 es va publicar en italià la primera de les quatre parts que formaven L'arte della gioia (que constava dels capítols 1-39) dins de la sèrie Millelirepiù supervisada per Marcello Baraghini.
Goliarda Sapienza va morir el 30 d'agost de 1996 a Gaeta, després d'haver caigut per les escales per una aturada cardíaca.

### Èxit pòstum
El 1998, el seu marit Angelo Pellegrino va finançar la publicació completa de 1.000 exemplars de L'arte della gioia per Stampa Alternativa.
Uns anys més tard va enviar alguns exemplars a la Fira del Llibre de Frankfurt, on un editor alemany va descobrir la novel·la, que va considerar una obra mestra oblidada i en va organitzar la publicació a Alemanya. L'editor alemany també la va passar a un editor a França, on es van vendre 300.000 exemplars en tapa dura el 2013. L'èxit de les seves edicions francesa, alemanya i espanyola va fer que Sapienza fos comparada amb D. H. Lawrence i Stendhal. En resposta, l'editorial italiana Einaudi va publicar-ne una edició el 2008, que va llançar la seva obra a Itàlia. Aquest èxit va conduir a la publicació de moltes altres obres de Sapienza, entre les quals destaca la novel·la curta semiautobiogràfica Io, Jean Gabin (2010); dos reculls de poemes, Siciliane (que és en dialecte sicilià) i Ancestrale; el conte Elogio del bar; una selecció de pensaments extrets dels diaris de l'escriptor, recollits en els volums Il vizio di parlare a me stessa i La mia parte di gioia; una col·lecció d'obres de teatre i temes de cinema, Tre pièces e soggetti cinematografici; i per últim la novel·la Appuntamento a Positano.

## Memorials
L'octubre de 2020, va rebre el seu nom la Biblioteca de les Dones, al districte de La Montagnola de Roma, també se li van dedicar carrers i places a la seva ciutat natal, Catània, a Palerm, Gaeta i Linguaglossa.
El 2024 amb motiu del centenari del seu naixement, Goliarda Sapienza va ser recordada en nombrosos mitjans de comunicació i la seva figura va ser glosada per actors, escriptors i intel·lectuals italians i estrangers.

## Filmografia
- Un dia a la vida (1946)
- Fabiola (1949)
- Persiane chiuse (1950) Dirigida per Luigi Comencini.
- Darrere persianes tancades (1951)
- Altres temps (1952)
- La voce del silenzio (1953). Dirigida per Georg Wilhelm Pabst.
- Senso (1954)
- Ulisses (1955)
- Abandonat (1955)
- Lettera aperta a un giornale della sera (1970)
- Diàleg de Roma (1983)

També va doblar:
- Elena Varzi a És eterna primavera (1950)
- Caterina Rigoglioso a Love in the City (1953)
- Virna Lisi a La nina que va conquerir la ciutat (1953)